# Comté alpin
Le comté alpin (Alpine Shire) est une zone d'administration locale dans le nord-est du Victoria en Australie. Il résulte de la fusion en 1994 des comtés de Bright, de Myrtleford et d'une partie des comtés de Beechworth, d'Oxley et d'Yackandandah. Il est traversé par la Great Alpine Road.
Il encercle deux zones non incorporées Mont Hotham et Falls Creek.
Le comté comprend les villes et villages de Bright, Mont Beauty, Myrtleford et Porepunkah.